# Jacques Échard
Pour les articles homonymes, voir Échard.
Jacques Échard (2 septembre 1644 à Rouen - 15 mars 1724 à Paris) est un religieux français, historien de l’ordre des dominicains.

## Biographie
Issu d'une famille de notables, il entre dans l'ordre des dominicains après avoir étudié les humanités. Il se fait remarquer par son assiduité dans l'étude et se voit confier la tâche de compléter l'histoire des écrivains de l'ordre, laissée inachevée par Jacques Quétif. Il accomplit un travail minutieux sur les manuscrits en provenance de plusieurs bibliothèques de France et d'Europe et publie en 1719-21 les deux volumes des Scriptores ordinis praedicatorum recensiti notis historicis et criticis illustrati où sont recensés les auteurs dominicains avec, pour chacun, une notice biographique et une bibliographie raisonnée. Remarqué lors de sa parution par le Journal des savants, l'ouvrage est réimprimé en 1910-14 et en 1961. Il est aujourd'hui partiellement remplacé par l'ouvrage de  Thomas Kaeppeli, Scriptores ordinis Praedicatorum medii aevi, 3 vol., A-S, Roma, Ad S. Sabinae, 1970 (A-F), 1975 (G-I), 1980 (I-S). Th. Kaeppeli- E. Panella, vol. 4 (agenda et corrigenda; T-Z), Roma, Istituto Storico Domenicano, 1993, indispensable pour la mise à jour bibliographique, ainsi que le repérage des manuscrits conservés et des nouvelles éditions. Mais le travail de Quétif et Échard reste indispensable, notamment pour l'étude de l'histoire des attributions, ses discussions critiques, le repérage des manuscrits perdus et l'historiographie dominicaine.
Les notices des "Scriptores..." précédées d'une étoile (*) sont celles qu'Échard a rédigées, corrigées ou profondément remaniées. À la différence de Quétif qui travaille à partir de la littérature imprimée, il a apporté un soin tout particulier à l'examen des manuscrits : ceux qu'il a pu voir personnellement, principalement à Paris (fonds des collèges, de la Sorbonne, de la bibliothèque du Roi, des Augustins, des dominicains de Saint-Jacques et de ceux de la rue Saint-Honoré), ou qui lui ont été signalés par des correspondants.
Il lui arrive parfois de prendre des positions personnelles et même de contredire des positions mauristes par l'apport d'arguments et de témoins nouveaux. Voir par exemple cette prise de distance par rapport à Dom Mabillon au sujet de la papesse Jeanne (t. 1, p. 367b-368a) : "Domnum Mabillonium, virum nostrae aetatis eruditissimum semper ex animo veneratus sum, et mortuum cum omnibus litterarum studiosis lugeo : mirari tamen subit quod ille...".

## Œuvres
- Sancti Thomae Summa suo auctori vindicata, sive de V. F. Vincentii Bellovacensi scriptis dissertatio, Parigi 1708;
- Scriptores Ord. Praed. recensiti, notisque historicis et criticis illustrati, etc., I, Paris, 1719; II, 1721; suppl. 1, 1721; addenda, 1722; addenda, 1723.

## Sources
- (en) Jacques Échard, Catholic Encyclopedia (1913)
- Bernard Montagnes, « L’histoire de la littérature de l’ordre des Frères prêcheurs, œuvre de Jacques Quétif et de Jacques Echard », dans Mémoire dominicaine 4 (1994), p. 75-83.